# Opération Amoy
Seconde guerre sino-japonaise
L'opération Amoy (廈門戰鬥) se déroule en mai 1938 durant la seconde guerre sino-japonaise. La marine impériale japonaise tente de faire un blocus de la Chine pour l'empêcher de communiquer avec l'extérieur et d'importer des armes et du matériel militaire. Le contrôle de l'île d'Amoy permet un blocus plus efficace de la province du Fujian.